# 日內瓦高峰會 (1955年)
1955年日內瓦高峰會（英語：Geneva Summit）是一個冷戰時期在瑞士日內瓦舉行的會議。會議在1955年7月18日舉行，是「四大國家」首腦之間的會議，包括美國總統德懷特·大衛·艾森豪、英國首相安東尼·艾登、蘇聯部長會議主席尼古拉·亞歷山德羅維奇·布爾加寧及法國總理埃德加·富爾 。他們由四大國家的外交部長以及外交部長理事會成員陪同： 約翰·福斯特·杜勒斯, 哈羅德·麥美倫, 維亞切斯拉夫·米哈伊洛維奇·莫洛托夫 及安托萬·比內。蘇聯的尼基塔·謝爾蓋耶維奇·赫魯曉夫也有出席。會議的目的是匯集世界領袖，並開始討論和平問題。這些討論當中帶出了很多不同的路線，包括武器談判、貿易壁壘、外交、核戰爭等。談判過程圍繞著國際安全這一個共同目標.。

## 使命
1955年高峰會的初始目的是緩和國際關係緊張。日內瓦高峰會被視為「四大國家」首腦在更友好關係及更開放的溝通方面上極為重要的基石。為緩解全球局勢緊張及不信任，國家們開始組建國際社團。這個社團會組成統一的世界的關鍵基礎，減輕對貿易及共同利益的障礙，以致於促成國與國之間的外交。
東西方貿易協定、關稅、軍備競賽、國際安全及裁軍政策等議題都在某種程度上得到了解決。艾森豪威爾總統提出最顯注的提案是他的開放天空計劃，它呼籲建立一個國際的空中偵察系統。這項政策的目的是防止國家囤積危險的武器，並最終達致廢除所有大殺傷力武器。意外地，美國提出的建議並沒有促成蘇聯答應特定的承諾或者保證。在過去，蘇聯領導人在後來誤解了美國的建議是全心全意的承諾，而這可能引起分裂，沒有促進合一。由於這種類型的會議是首開先河的，它只種下合一所需要的種子，沒有別的。

### 引用
1. ↑  Reston, James. Big Four Conference Opens Today; West’s Chiefs Complete Strategy on Germany, Disarming, Security, New York Times, July 18, 1955, pg.1; ProQuest Historical Newspapers.
2. ↑  . Universal Newsreel. 1955  [February 22, 2012].
3. ↑  Bischof, Cold War Respite, p. 3
4. ↑  Staff, ABC News
5. ↑  Hans J. Morgenthau, p. 559
6. ↑  Bischof, Cold War Respite, p. 239
7. ↑  Gunter Bischof, 215.
8. ↑  Jack F. Matlock, Jr., pp. 9,149

### 來源
- Günter Bischof|Bischof, Gunter. Cold War Respite: The Geneva Summit of 1955, (Baton Rouge: Louisiana State University Press, 2000)
- Morgenthau, Hans J. Politics Among Nations: The Struggle for Power and Peace, (New York: Alfred A. Knopf, Inc. 1985)
- Reston, James. Big Four Conference Opens Today; West’s Chiefs Complete Strategy on Germany, Disarming, Security, The New York Times, July 18, 1955, pg.1; ProQuest Historical Newspapers.
- Staff. An Outline of American History: Cold War, department of Alfa-Informatica of the University of Groningen
- . Time Magazine. Aug 1, 1955  [2012-02-23]. （原始内容存档于2013-08-12）.
- Gromyko, Andrey, 'Memories', Hutchinson, London 1989, Dutch translation ISBN 90 274 2290 7 page 164.